# Brigada Sàsser
Brigada Sàsser és una brigada d'infanteria mecanitzada de l'exèrcit italià. Part del segon comandament de defensa del Centre Sud d'Itàlia i de les Illes, amb seu a San Giorgio a Cremano (província de Nàpols). És present en les forces de pacificació.
Fou constituïda l'1 de març de 1915 en dos regiments, el 151è d'Infanteria a Sinnai (Càller) i el 152è d'Infanteria a Tempio Pausania. La seva particularitat és que la procedència de les tropes és gairebé completament sarda, cosa que els dona un fort sentit de grup. En el passat hi hagué altres unitats militars formades per sards, com el Terç de Sardenya del període aragonès, el Regiment de Sardenya del període savoià i la Brigada Càller, operativa entre 1862 i 1991.

## La Primera Guerra Mundial
La Brigada Sàsser va ser posada immediatament en servei en la Primera Guerra Mundial, on va lluitar a l'Isonzo i se la cita en el Butlletí del Comandament Suprem com la millor unitat, per les seves accions heroiques en els enfrontaments de Bosco Cappuccio, Bosco i Bosco Lancia triangular. En 1916 va lluitar l'altiplà d'Asiago, i va rebre la primera medalla d'or per a la reconquesta de les muntanyes Fior, i Castelgomberto i Casera Zebio.
Després de la batalla de Caporetto la brigada va lluitar al Piave per posar fi a l'avenç de les tropes austríaques que ja havien ocupat la totalitat de Friül i el Vèneto. En 1918 va lluitar a la Batalla de les Tres Muntanyes a la Col de Rosso, el Col d'Echele i Mont Valbella, obtenint una segona medalla d'or.
La Brigada Sàsser va patir en aquestes accions un nombre elevat de víctimes, el 13,8% dels efectius contra el 10,4 de la mitjana, 2.164 caiguts i 12.858 ferits i desapareguts. Per aquest esforç li van ser concedits 6 Ordes Militars de Savoia, 9 medalles d'or, 405 medalles de plata, 551 medalles de bronze, a més de dues medalles d'or al valor militar de cadascun dels dos regiment.A més, va ser seleccionat per la continuïtat del servei al cessament de les hostilitats. Alguns dels seus veterans (Camillo Bellieni, Davide Cova, Emilio Lussu…) fundaren el Partit Sard d'Acció
El 1926 la Brigada d'infanteria Sàsser va canviar la seva denominació per la 12a Brigada d'Infanteria i va confluir el 12è Regiment d'Infanteria, provinent de la Brigada Casale. En 1934 va prendre el nom de Brigada d'Infanteria Timavo, entrant a la Divisió Timavo.

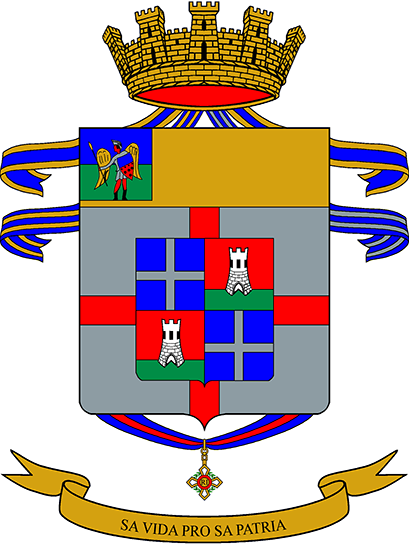
Escut del 151è Regiment d'Infanteria

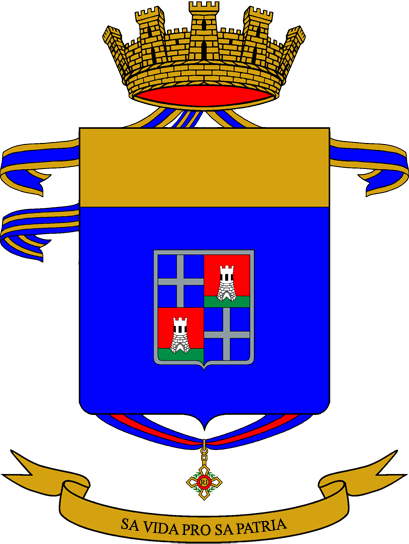
Escut del 152è Regiment d'Infanteria

## Segona Guerra Mundial
En 1939 va tornar a canviar el comandament de la Brigada, convertint-se en la Divisió Sàsser, perdent el 12è Regiment d'infanteria i incorporant el 34è regiment d'artilleria. Va servir als Balcans en 1941 amb el Segon Exèrcit, trencar les línies iugoslaves i ocupant Knin, ciutat que va esdevenir la seu del comandament de la Divisió fins a 1943, quan la divisió fou enviada a defensar Roma. Va prendre part en la defensa de la Porta San Paolo, juntament amb divisions de Granaders de Sardenya i Ariete, i 10 de setembre fou rebutjada i separada.

## Ús modern
El 1958 el 152è Regiment de Sàsser, nucli originari de la Brigada, va reprendre el nom Sàsser perquè les banderes de la guerra s'havien salvat. El 1962 es va reunir el 151è Regiment d'infanteria motoritzada de Càller, ja reconstituït el 1951 com a regiment de batalló d'infanteria Sette Comuni. L'1 de desembre de 1988 el 151è Batalló Motoritzat Sette Comuni i el 152è Batalló Motoritzat Sàsser es van reunificar a la recent creada Brigada Motoritzada Sàsser, amb seu del comandament a la ciutat de Sàsser. L'1 de gener de 1991 la Brigada es va transformar en "mecanitzada", aplegant el 45è batalló d'infanteria Reggio amb base a Macomer. Els batallons van ser transformats en 151è regiment d'infanteria Sàsser i 152è regiment d'infanteria Sàsser el 30 de juliol i 25 d'octubre de 1992.
L'1 de juliol de 1998 el 45è Batalló Reggio va esdevenir regiment i fou posat sota comandament directe del comandament 2n FOD. L'1 de gener de 2003, per transformació del 45è Regiment Reggio, a Macomer el 5è regiment Gastador torna a formar part de la Brigada Sàsser. El 25 d'octubre de 2006 el comandant, general Luigi De Leverano, anuncia que la Brigada Sàsser, serà transformada de lleugera a mitjana per l'adquisició de blindats.
El 12 de novembre 2003 dos militars de la Brigada, el tinent Massimo Ficuciello i el mariscal Silvio Olla, foren assassinats en el servei d'escorta al director Stefano Rolla i al seu ajudant Aureliano Amadei. Rolla també va ser assassinat. El 5 de juny 2006 a les 19:35 hores el caporal primer italià Alessandro Pibiri corporals, de 25 anys, originari de Selargius (CA), fou mort, mentre que un segon, caporal primer Luca Daga, de Narcao (IC), va resultar greument ferit i altres tres, el tinent Manuel Pilia de Selargius (CA), el caporal primer Yari Contu, de Selargius (CC) i el caporal Fulvio Conca de Gonnosfanadiga (CA), han patit ferides de diferent grevetat en un atac a Nasiriyah, durant un escorta a un comboi britànic. Tots els set soldats formaven part d'una força de pacificació en la missió Antiga Babilònia. En 2008 se li afegó el 3r Regimient Bersaglieri a la Brigada.

## Galeria d'imatges

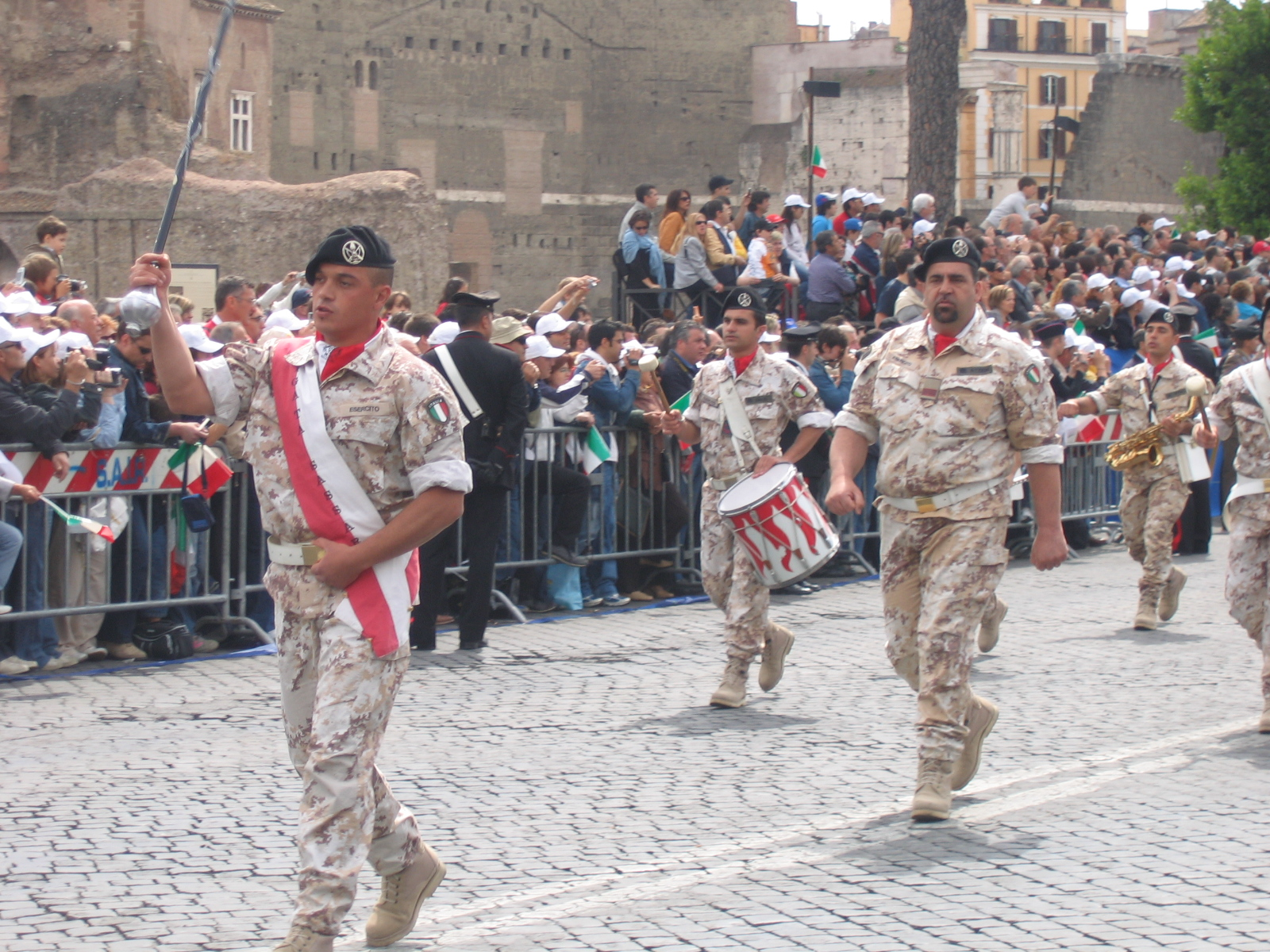
Banda musical de la Brigada
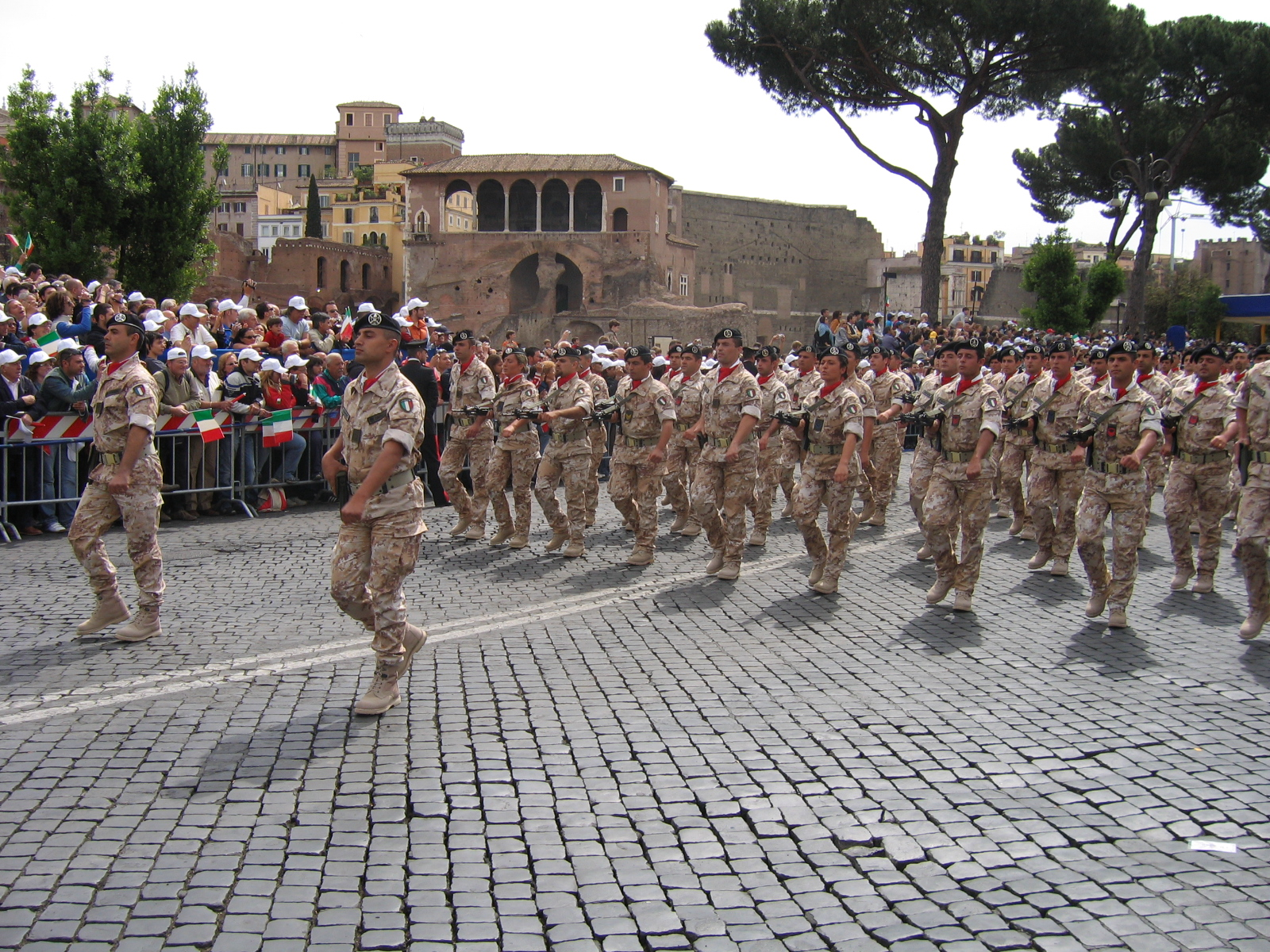
Companyia del 151è regiment
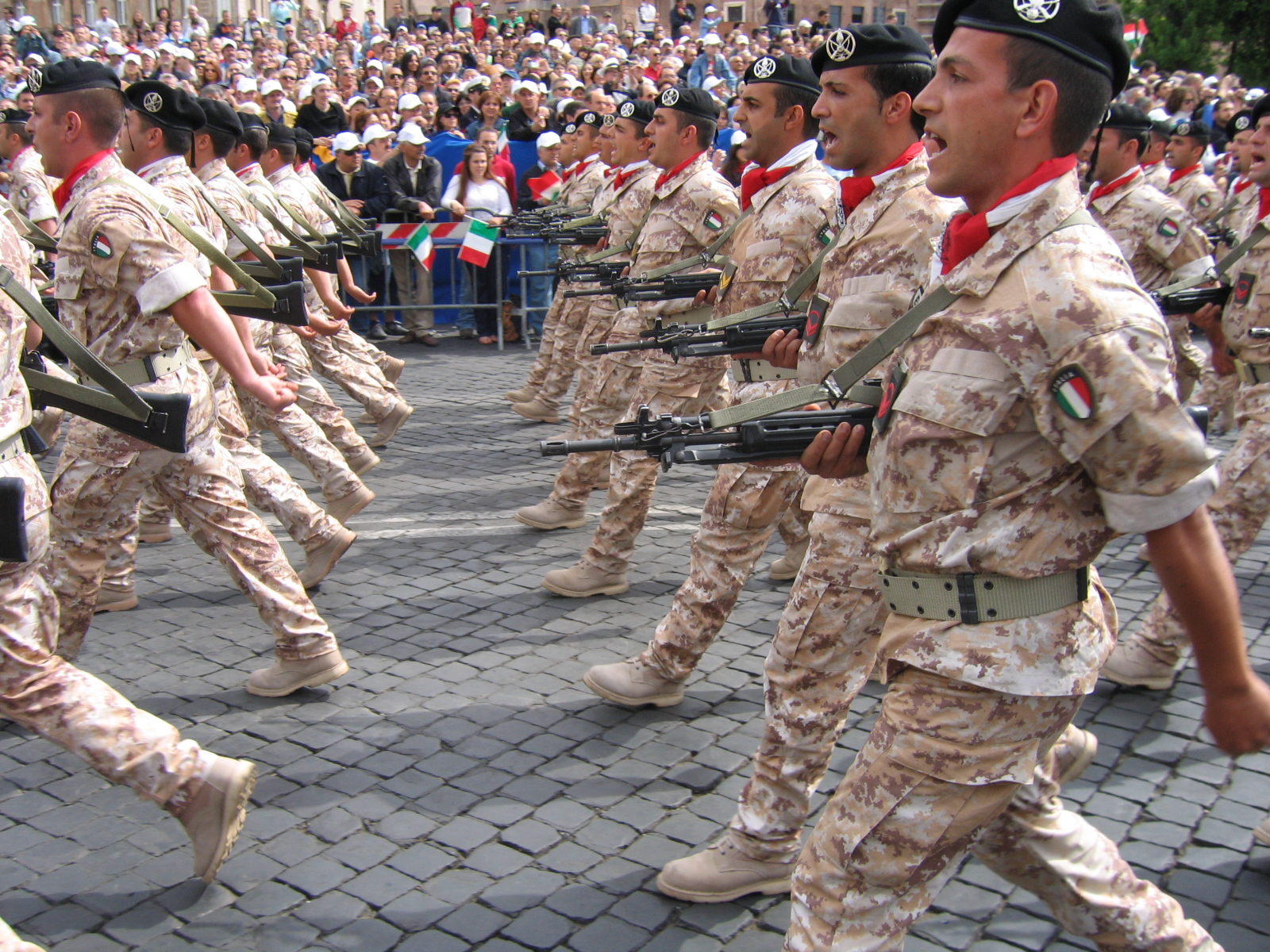
Companyia del 151è regiment

## Himne Oficial de la Brigada
Escrit en llengua sarda a la seva variant logudoresa.
 Dimonios
China su fronte
si ses sezzidu pesa!
ch'es passende
sa Brigata tattaresa
boh! boh!
e cun sa manu sinna
sa mezzus gioventude
de Saldigna
Semus istiga
de cudd'antica zente
ch'à s'innimigu
frimmaiat su coro
boh! boh!
es nostra oe s'insigna
pro s'onore de s'Italia
e de Saldigna
Dae sa trincea
finas' a sa Croazia
sos "Tattarinos"
han'iscrittu s'istoria
boh! boh!
sighimos cuss'olmina
onorende cudd'erenzia
tattarina
Ruiu su coro
e s'animu che lizzu
cussos colores
adornant s'istendarde
boh! boh!
e fortes che nuraghe
a s'attenta pro mantenere
sa paghe
Sa fide nostra
no la pagat dinari
ajò! dimonios!
avanti forza paris.»